# Ряска горбата
Ряска горбата (Lemna gibba) — вид плаваючих водних рослин родини кліщинцевих (Araceae). Космополітичний вид, поширений у тропіках і помірних областях по всьому світу. Формація ряски горбатої занесена до Зеленої книги України. Лікарська рослина.

## Опис

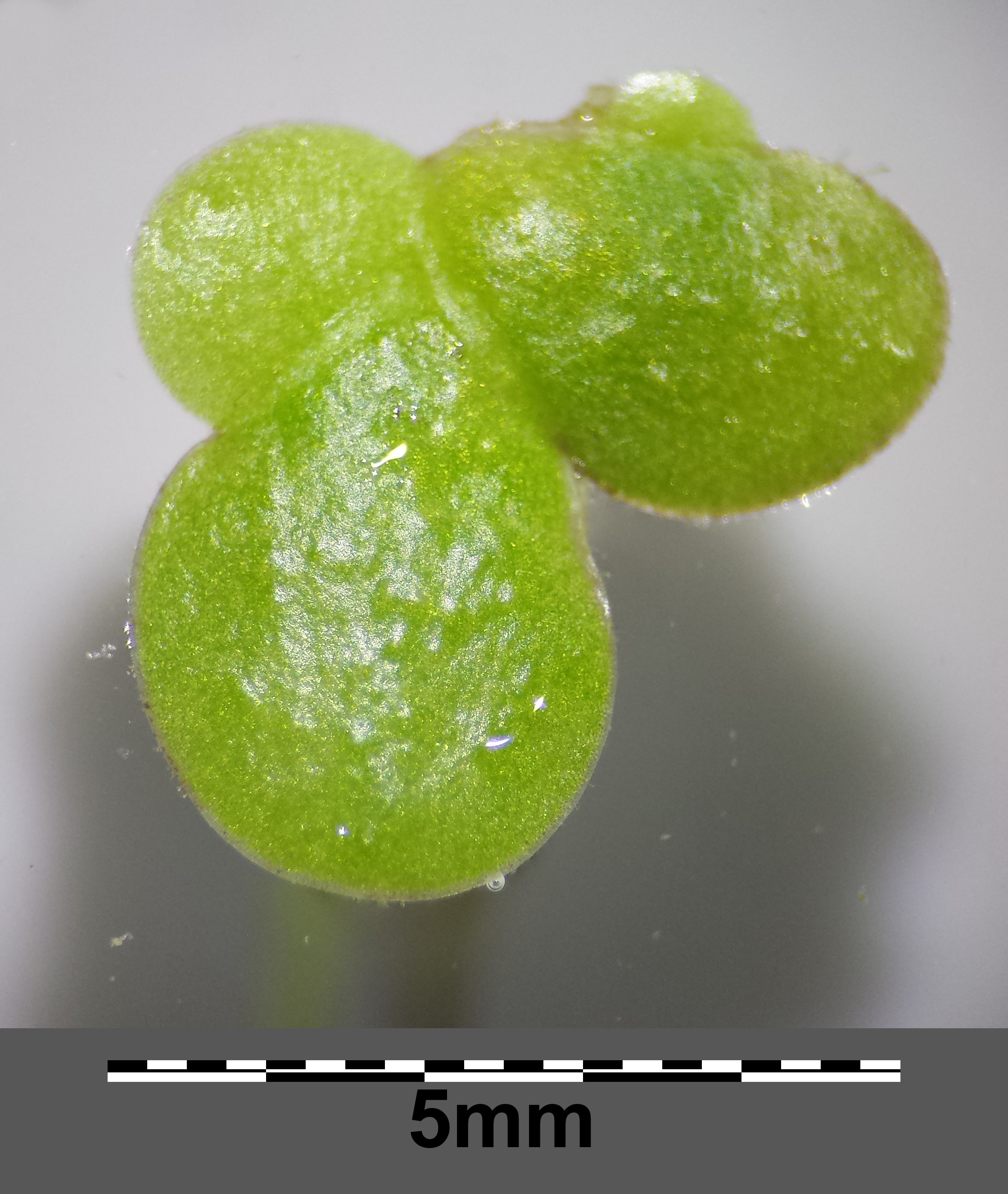

Стебло видозмінене, листоподібне, без листків, зверху плоске, знизу кулясто опукле. Стебла за формою від широко яйцеподібних до округлих, зверху зеленуваті, знизу іноді червонувато-коричневі, асиметричні, 2—7 × 2—4 (5—7 ) мм, плавають по одному. Корені ниткоподібні, одиночні, до 15 см завдовжки.
На генеративному пагоні розвивається суцвіття розміром 0,8—1 мм. Воно складається з трьох дуже редукованих квіток — 2 чоловічих та 1 жіночої. Жіночі квітки мають одну маточку, чоловічі — одну тичинку. Плід — горішкоподібний, однонасінний, нерозкривний, розміром 0,5—1 × 0,3—1,2 мм, з крилом близько 0,2 мм. Насіння 0,7—0,9 × 0,4—0,6 мм, з 8—16 ребрами.
Хромосоми 2n = 40. 

## Поширення
Космополітичний вид, поширений у тропіках і помірних областях по всьому світу, за винятком Південно-Східної Азії та Австралії. Натуралізований в Японії. У горах зустрічається до висоти 1200 м. н. р. м.
В Україні спорадично трапляється по всій території, крім Криму. У лісостеповій і степовій зоні тримається долин річок

## Життєвий цикл
Цвіте дуже рідко, у травні — червні. Запилення відбувається у воді (гідрофілія). Насіння поширюється водою (гідрохорія), але відіграє незначну роль у розмноженні. Основною формою розмноження є вегетативне.

## Екологія

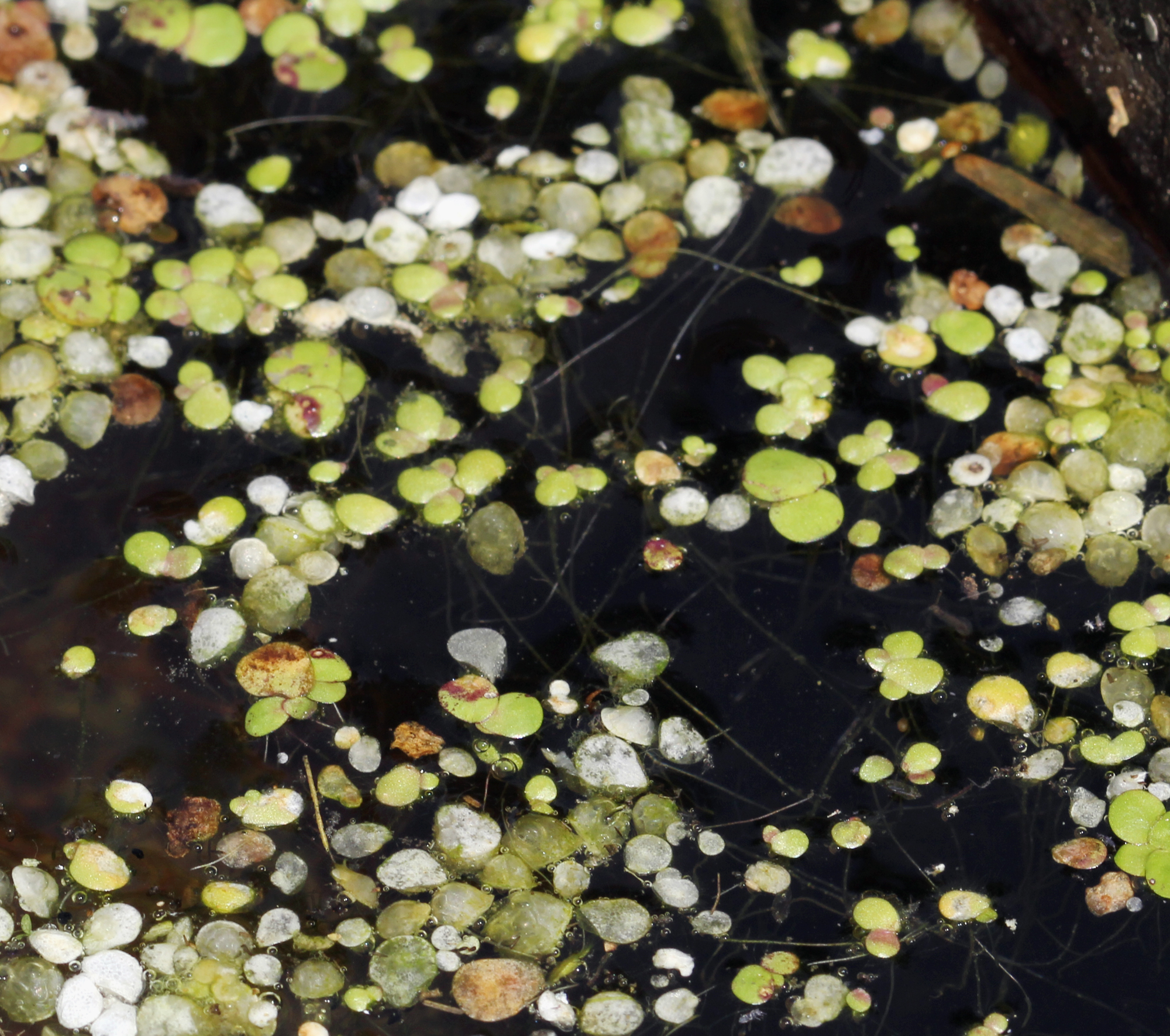
Формація ряски горбатої. Чехія

Ряска горбата — некореневий, вегетативно рухливий, водний (гідрофіт, плейстофіт) трав'янистий багаторічник. Рослина світлолюбна (геліофіт), відносно вибаглива до умов живлення (мезотроф) і невибаглива до температури середовища (еврітерм — може зростати і зростає майже у всіх кліматичних поясах Землі).
В Україні зростає в мезоевтрофних і евтрофних непроточних і слабопроточних прісноводних водоймах зі слабо-кислою або нейтральною реакцією середовища, помірним поверхневим і значним протягом вегетації коливанням рівня води, на ділянках з її товщею 20—60(80)  см, мулисто-піщаними та мулистими донними відкладами. На прибережних мілководдях озер, стариць, рукавів, заток та русел річок, на ділянках з тривалим поверхневим підтопленням. Зниження рівня води до 30 см стимулює розвиток угруповань. Тримається в зоні повітряно-водних та прикріплених з плаваючими листками водних макрофітів.
При сприятливих умовах ряска горбата здатна утворювати рідкісну рослинну асоціацію — безкореневовольфієво-горбаторяскову (Lemnetum (gibbae) wolffiosum (arrhizae)), яку відносять до формації ряски горбатої (Lemneta gibbae). Для асоціації характерний густий травостій (80—100 %). Вона складається з двох під'ярусів. Наводний під’ярус густий (70—80 %). Його формує едифікатор — ряска горбата (40—60 %) — і вольфія безкоренева (30—50 %), а також ряска мала, спіродела багатокоренева, сальвінія плаваюча (усі по 1—3 %). Підводний під'ярус розріджений, його утворюють кушир плоскоостий, різуха морська, рдесник кучерявий (усі до 1%) та ін. Загалом переважають плюризональні види, а також види, що зростають у водоймах лісостепової і степової зон — кушир занурений, рдесники сарматський і гребінчастий, водопериця колосиста тощо.

## Охорона
На регіональному рівні в Україні вид занесений до Червоних списків рослин Закарпатської, Київської, Львівської, Хмельницької та Чернігівської областей.
Формація ряски горбатої (Lemneta gibbae) занесена до Зеленої книги України. Категорія охорони 4 (угруповання із звичайним типом асоційованості домінуючого 
виду, що стали рідкісними внаслідок впливу антропогенних чинників і знаходяться під загрозою зникнення при подальшій дії несприятливих факторів). Статус охорони: рідкісні угруповання (характеризуються низьким ступенем трапляння і займають незначні площі).
Для збереження і відновлення природних популяцій виду необхідні наступні заходи: 1) дотримання заповідного режиму на територіях природно-заповідного фонду; 2) пошук і заповідання нових місцезростань виду; 3) моніторинг за станом популяцій.
В Україні рослина охороняється в Дунайському біосферному заповіднику, Канівському і Дніпровсько-Орільському природних заповідниках, Національному заповіднику «Хортиця», регіональному ландшафтному парку «Ізмаїльські острови» (Одеська область), ботанічному заказнику «Інгулецький лиман» (Херсонська область) та ін.

## Практичне значення
Лікарська рослина. З лікувальною метою використовують усю рослину. У висушеному вигляді рослина містить 2—4 % протеїну, флавоноїди, антоціани, ряд макро- і мікроелементів. Містить велику кількість вуглеводів, целюлози, геміцелюлози в порівнянні з іншими водними рослинами. Виявляє жарознижуючі, сечогінні, десенсибілізуючі й антимікробні властивості. У вітчизняній і зарубіжній народній медицині препарати ряски приймають усередину при кропивниці, астмі, запаленнях дихальних шляхів, як протигрипозний і загальнозміцнюючий засіб. Зовнішньо, у вигляді припарок, як болезаспокійливий засіб рослину використовують при ревматизмі й подагрі.
У галузі охорони довкілля рослина використовується безпосередньо при обробці стічних вод, у біотехнології — для виробництва біоетанолу.